# Maurice Herriott
Maurice Herriott (* 8. Oktober 1939 in Great Wyrley, South Staffordshire) ist ein ehemaliger englischer Leichtathlet, der 1964 Olympiazweiter im 3000-Meter-Hindernislauf wurde.

## Leben
Herriott, der für die Sparkhill Harriers startete, gewann zwischen 1959 und 1967 acht britische Meistertitel im 3000-Meter-Hindernislauf, nur 1960 war er nicht erfolgreich. Bei den Europameisterschaften 1962 qualifizierte sich Herriott als Vierter seines Vorlaufs in 8:49,2 min für das Finale, konnte dort aber verletzungsbedingt nicht antreten. Die British Empire and Commonwealth Games 1962 fanden Ende November im australischen Perth statt. Hier gewann Herriott in 8:45,0 min die Silbermedaille hinter dem Australier Trevor Vincent. Bei den Olympischen Spielen 1964 in Tokio stellte Herriott im Vorlauf mit 8:33,0 min einen neuen olympischen Rekord auf, der allerdings schon im nächsten Vorlauf von Adolfas Aleksejūnas aus der Sowjetunion unterboten wurde. Im Finale belegte Aleksejūnas den siebten Rang, Herriott hingegen steigerte seinen britischen Rekord auf 8:32,4 min und gewann die Silbermedaille hinter dem Belgier Gaston Roelants.
1965 siegte Herriott in mehreren Länderkämpfen und lief acht schnellere Zeiten als der zweitbeste Brite dieses Jahres. Im August 1966 bei den British Empire and Commonwealth Games 1966 in Kingston, Jamaika, lief er im Finale 8:33,19 min und belegte den vierten Platz hinter dem Neuseeländer Peter Welsh, dem Australier Kerry O’Brien und dem Kenianer Benjamin Kogo, wobei O’Brien als Zweiter nur sechs Zehntelsekunden Vorsprung auf Herriott hatte. Knapp vier Wochen später stand Herriott im Finale der Europameisterschaften 1966, in 8:37,0 min belegte Herriott den achten Platz. Zum Abschluss seiner Karriere nahm Herriott an den Olympischen Spielen 1968 in Mexiko-Stadt teil, schied dort aber im Vorlauf aus.
Bei einer Körpergröße von 1,78 m betrug Herriotts Wettkampfgewicht 67 kg.